# Volodimir Volodimirovics Sztankevics
Volodimir Volodimirovics Sztankevics (ukránul: Володимир Володимирович Станкевич) (Ukrajna, 1995. május 17. –) Európa-bajnoki ezüstérmes ukrán párbajtőrvívó.